# Cutremurul din 1977 (România)

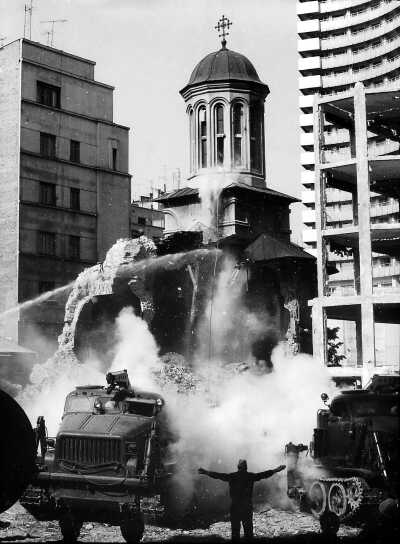
Biserica Enei - 1977, fotografie făcută din Institutul de Arhitectură „Ion Mincu”

Cutremurul din 1977 (Cutremurul din '77) a fost un cutremur puternic care s-a produs la ora 21:22:22 în data de 4 martie 1977, cu efecte devastatoare asupra României. A avut o magnitudine de 7,4 grade pe scara Richter și o durată de circa 56 de secunde (55 conform altor surse), 1.570 (1.578 conform altor surse) de victime, din care 1.391 (1.424 conform altor surse) numai în București.
La nivelul întregii țări au fost circa 11.300 de răniți și aproximativ 35.000 de locuințe s-au prăbușit. Majoritatea pagubelor materiale s-au concentrat in București unde peste 33 de clădiri s-au prăbușit.
Cutremurul a afectat de asemenea și Bulgaria. În orașul Sviștov, trei blocuri de locuințe au fost distruse și peste 100 de oameni au murit.
Epicentrul cutremurului a fost localizat în zona Vrancea, cea mai activă zonă seismică din țară, la o adâncime de circa 100 km. Unda de șoc s-a simțit aproape în toți Balcanii.

## Replici
Deși cutremurul a fost foarte puternic, replicile sale au avut o magnitudine mică pe scara Richter. Astfel, cea mai puternică replică s-a produs pe data de 5 martie la ora 02:00, la adâncimea de 109 km. Această replică a avut magnitudinea 4,9 grade pe scara Richter, fiind urmată de alte replici cu magnitudini între 4,3 respectiv 4,5 grade pe scara Richter.

## Efecte
Cutremurul s-a simțit în aproape toată Europa de Sud-Est, iar în nord, s-a simțit până în Moscova și Sankt Petersburg. În nord-estul Munteniei, sudul  Moldovei, cutremurul a produs efecte puternice asupra solului, incluzând crăpături și fenomene de lichefiere a solului. Pe Valea Prahovei, au avut loc alunecări de teren.
| Intensitate | Locație                                    | Distanță epicentrală | Distanță focală     |
| ----------- | ------------------------------------------ | -------------------- | ------------------- |
| V           | Brașov                                     | 91                   | 143                 |
| VI          | Vrâncioaia                                 | 2                    | 110                 |
| VI–VII      | Craiova Galați                             | 288 112              | 308 157             |
| VII–VIII    | Alexandria Buzău Focșani Ploiești Zimnicea | 234 80 39 115 268    | 259 136 117 159 290 |
| VIII-IX     | București                                  | 166                  | 199                 |

## Reacția oficială
În seara zilei de 4 martie, președintele Nicolae Ceaușescu, împreună cu consoarta sa, participau la banchetul oficial oferit de președintele Nigeriei în cinstea oaspeților. După toastul șefului statului nigerian, un secretar român a intrat în sală și l-a informat pe Ceaușescu de situația din țară. Răspunzând calm la cuvântarea gazdei, președintele român s-a așezat și l-a anunțat în particular de dezastrul survenit în România. Banchetului i s-a pus capăt câteva minute mai târziu.
La început, știrile ajunse pe căi ocolite erau confuze, vorbind despre un cutremur de gradul 10, deci despre distrugerea totală a Bucureștiului. Pana de curent de la București făcea imposibilă orice comunicație. În plus, autoritățile locale nu știau ce să facă pentru că nu aveau nici aparatura necesară, neluând pe moment nici o măsură concretă. După restabilirea legăturii cu țara, Ceaușescu a cerut un raport sumar al situației din țară și a dat primele ordine de acțiune, o dată cu un apel către populație. S-a instituit, prin decret prezidențial, starea de necesitate pe întreg teritoriul României.
În timpul nopții, o aeronavă a adus delegația română înapoi în țară. Pe parcursul zilelor ce au urmat, Nicolae Ceaușescu, uneori însoțit de Elena, a făcut vizite în București pentru a evalua pagubele și a calma populația. A dat ordine ferme de a se continua salvarea victimelor chiar și peste termenul considerat limită de supraviețuire.
Cu ajutoare de la Crucea Roșie (mai ales câini dresați special pentru astfel de cazuri), cascadorii și pompierii români au făcut eforturi pentru a salva cât mai multe vieți.

## Reacțiile cetățenilor loviți de cutremur
Mulți cetățeni au intrat în panică, majoritatea ieșind în stradă. Iată mărturia soldatului Mircea Nemigean din București (originar din Gura Humorului jud. Suceava)   
„Eram santinelă pe acoperișul unui important obiectiv militar; adică, deasupra etajului șapte. Noaptea era destul de luminoasă și de văzut, puteam vedea până departe. Numai că odată parcă n-am mai simțit acoperișul sub picioare. M-am apucat însă bine de ceva și cu ochii numai primprejur, să văd ce se întâmplă. Dar nu-mi puteam crede ochilor. Cât vedeam cu ochii, toate blocurile se clătinau. Și toate clădirile se înclinau de-o parte și de cealaltă ca și copacii pe furtună. Prima undă a fost pe verticală. Câteva fracțiuni de secundă a părut să înceteze, dar apoi a reînceput pe orizontală. Cerul a crăpat brusc, de parcă stătea să se frângă în două. Am auzit detunături îndepărtate, apoi un zgomot înfundat, care parcă venea de peste tot; se auzea tot mai tare. Apoi a venit un vânt puternic, de era să mă azvârle jos. S-a dus, dar apoi s-a și întors înapoi, de data asta cu miros greu de ars. Și p-ormă s-au stins toate luminile... pe cer era un uriaș arc de foc, ca și cum s-a produs un scurtcircuit în tot orașul... Și atunci am zis: «Gata, cred că-i gata orașul!».”
Deși reacția autorităților a fost slabă în primele ore, foarte mulți oameni au ajutat din proprie inițiativă la îndepărtarea dărâmăturilor și la salvarea victimelor. Ulterior apelului prezidențial s-a trecut la sporirea producției de alimente primare, pentru a asigura necesarul populației, la restabilirea rețelelor utilitare (apă, gaz, telefoane, curent). Mulți au lucrat ore în șir fără să se odihnească, acoperind mai multe schimburi. Au fost trimise ajutoare din toată țara către zonele afectate.

## Monumente de arhitectură dispărute după cutremur
Cutremurul a afectat și Severinul unde au fost 2000 de răniți. Au fost afectate și monumente de arhitectură. Regimul a folosit pretextul cutremurului pentru a demola o serie de clădiri care, dintr-un motiv sau altul, erau „incomode” pentru el. Astfel, Biserica Enei aflată în stânga blocului „Dunărea”, în dreptul Institutului de Arhitectură Ion Mincu și vis-à-vis de hotelul Intercontinental și Teatrul National, a fost pur și simplu demolată pentru că prezența ei „deranja”. În cadrul lucrărilor de demolare ale blocului „Dunărea”, turla bisericii a fost lovită cu utilajul de demolare. Din acest moment a început o cursă în care, pe de o parte oamenii de cultură (arhitecți, artiști plastici, etc.) încercau să oprească lucrările de demolare, iar pe de altă parte armata (direct implicată în acțiunea de înlăturare a urmelor cutremurului) se străduia să facă să dispară cât mai repede acest monument și lăcaș de cult. Din nefericire, monumentul nu a fost salvat, odată cu el dispărînd și picturile murale făcute de către Gheorghe Tattarescu, ca și cele anterioare acestuia, fresce de o mare valoare artistică. 
De asemenea, fostul sediu al Uniunii Artiștilor Plastici (Casa arhitect Grigore Cerchez) aflat pe strada Sevastopol a căzut victimă aceleiași acțiuni.
Odată pornită, acțiunea de înlăturare a cât mai multor monumente de arhitectură și lăcașe de cult s-a extins și asupra colecțiilor și colecționarilor de artă. Sub pretextul „punerii la adăpost” a operelor de artă, colecțiile particulare și casele memoriale au fost deposedate de lucrările de artă aflate în patrimoniul lor, apărând ideea care s-a finalizat mai târziu a Muzeului Colecțiilor. Este cazul casei memoriale Muzeul Gheorghe Tattarescu din care au fost luate lucrările de artă și depozitate „în siguranță”. După multe presiuni făcute de Georgeta Wertheimer, nepoata pictorului, lucrările s-au reîntors în casa memorială.

## Victime
Printre victimele cutremurului s-au numărat și câteva personalități marcante:
- A. E. Baconski
- Doina Badea
- Alexandru Bocăneț
- Savin Bratu
- Toma Caragiu
- Daniela Caurea
- Florin Ciorăscu
- Tudor Dumitrescu
- Mihai Gafița
- Despina Ghinokastra Istrati
- Alexandru Ivasiuc
- Filofteia Lăcătușu
- Mihaela Mărăcineanu
- Corina Nicolescu
- Mihail Petroveanu
- Eliza Petrăchescu
- Liviu Popa
- Corneliu M. Popescu
- Veronica Porumbacu
- Ioan Siadbei
- Tudor Stavru
- Nicolae Vatamanu
- Viorica Vizante
- Ion State